# 任維賢
任維賢（？—？），字宗程，號玉臺，四川保寧府閬中縣人，正德九年甲戌科進士。

## 生平
保寧府府學生，習《易經》，正德八年（1513年）癸酉科四川乡试毛翥榜第16名舉人，九年联捷甲戌科三甲254名進士。历官刑部署郎中，嘉靖四年（1525年）十一月升太仆寺寺丞，出为陕西按察司佥事。復除江西按察司佥事，十二年八月升河南布政使司左参议。擢雲南按察司副使，轉江西布政使司左参政，十八年十月十四日，陞浙江按察使，遷河南右布政使，二十一年五月升陕西左布政使，八月三日陞為都察院右副都御史、廵撫延綏，又為給事中馮良知所劾，吏部覆令回籍聽勘。
嘉靖二十四年五月十日，起用为都察院右副都御史、撫治鄖陽。
嘉靖二十五年三月二十八日，陞南京刑部右侍郎。五月十三日，吏科都給事中楊上林弹劾其歷官藩臬，大著貪声，被革職閒住。